# Miniopterus gleni
Miniopterus gleni és una espècie de ratpenat de la família dels minioptèrids. Viu a Madagascar.